# Vitrolles
Vitrolles (okcitansko Vitròla) je mesto in občina v jugovzhodnem francoskem departmaju Bouches-du-Rhône regije Provansa-Alpe-Azurna obala. Leta 2006 je naselje imelo 37.190 prebivalcev.

## Geografija
Kraj se nahaja v pokrajini Provansi na vzhodni obali lagune étang de Berre, 26 km severozahodno od središča Marseilla.

## Uprava
Vitrolles je sedež istoimenskega kantona, vključenega v okrožje Istres.

## Zgodovina
Vitrolles se prvikrat omenja v listini opatije Saint-Victor de Marseille leta 994 (»castrum quod vocatur Vitrolla«).

## Zanimivosti
- kapela La Chapelle Notre Dame de Vie,
- stolp La tour sarrasine,
- cerkev Église Saint-Gérard,
- vrata La porte Notre Dame et le Portalet.